# 161215 Loveday
161215 Loveday este un asteroid din centura principală de asteroizi.

## Descriere
161215 Loveday este un asteroid din centura principală de asteroizi. A fost descoperit pe 30 octombrie 2002 la Apache Point Observatory în cadrul programului Sloan Digital Sky Survey. Asteroidul prezintă o orbită caracterizată de o semiaxă mare de 2,73 ua, o excentricitate de 0,05 și o înclinație de 3,9° în raport cu ecliptica.